# José Carlos Saldanha

José Carlos Saldanha, em 2015.

José Carlos Saldanha (Moçambique, 1965 — Lisboa, 21 de fevereiro de 2020) foi um cidadão português, conhecido por ter interrompido uma sessão na Assembleia da República, numa altura em que era doente de Hepatite C, para apelar a que fosse negociado o preço do Sofosbuvir (um fármaco utilizado em casos de Hepatite C crónica) com o laboratório responsável pela sua produção.
Este apelo, num dia em que várias pessoas se manifestavam no exterior do Parlamento, alertou a sociedade para o problema destes doentes, tendo sido amplamente noticiado pelos órgãos de comunicação social. Na altura, em Portugal, o tratamento custava cerca de 50 mil euros e era inacessível à maioria dos doentes.

## Intervenção na AR
Na manhã de 4 de fevereiro de 2015, o então Ministro da Saúde Paulo Macedo estava a ser ouvido, a pedido do PCP, sobre a situação das urgências hospitalares, tendo sido igualmente abordado o medicamento inovador para o tratamento da hepatite C, que os doentes reclamavam. O laboratório que comercializa esse fármaco e o governo mantinham as negociações com vista a chegarem a um acordo sobre o preço do medicamento.
José Saldanha, que se encontrava na audiência, juntamente com o filho de uma doente internada com a doença e o filho de uma outra doente, que tinha falecido recentemente com esta patologia, interrompeu a audiência, exclamando:
| “ | Senhor ministro, tenho a dizer que a mãe do David morreu. Não me deixe morrer. Eu quero viver. Eu ofereci-lhe metade do dinheiro para o senhor me dar o tratamento, escrevi-lhe uma carta e o senhor não respondeu. Não há direito. Acabem com isto, por favor, de uma vez por todas! | ” |
|   | — José Carlos Saldanha, Assembleia da República, 4 de fevereiro de 2015. |   |

José Saldanha referiu igualmente que teria oferecido a Paulo Macedo metade do custo do tratamento, não tendo recebido qualquer resposta da parte do Ministério da Saúde. 

## Consequências
Imediatamente após a conclusão da sessão, Paulo Macedo reconheceu aos jornalistas a necessidade de alargar os critérios para os doentes terem acesso aos tratamentos inovadores contra a hepatite C e não apenas os que estavam em risco de vida, garantindo que o governo estava a fazer tudo para que os doentes tivessem acesso ao melhor tratamento.
A intervenção de José Saldanha foi amplamente divulgada na comunicação social e, pouco tempo depois, o ministro Paulo Macedo anunciou que o Governo chegara a acordo com o laboratório e que todos os doentes iam receber o tratamento.
O acordo entre o Estado e o laboratório que fornece os medicamentos inovadores para a hepatite C foi formalizado dois dias depois, a 6 de fevereiro de 2015, tendo sido apresentado pelo então ministro da Saúde, Paulo Macedo.
Um ano depois, em 2016, a presidente da Associação SOS Hepatites, Emília Rodrigues, fez um balanço da aplicação das novas terapêuticas disponibilizadas em Portugal. "Até este mês de abril, temos cerca de 9100 doentes em tratamento e temos cerca de 2050 curados", disse.
Seis meses depois, em outubro de 2016, eram já mais de três mil os doentes curados. A lista foi aumentando ao longo dos anos e o tratamento chegou a milhares de pessoas, entre estas figuras públicas como o vocalista dos GNR, Rui Reininho, que ficou curado, ou o ex-guitarrista dos Xutos & Pontapés, Zé Pedro, que viria a morrer cerca de três semanas depois de iniciar o tratamento, em novembro de 2017.

## Morte
José Carlos Saldanha teve acesso ao Sofosbuvir fez o tratamento ainda em 2015, tendo sido considerado curado da hepatite C, no final desse ano.
Viria a falecer em 21 de fevereiro de 2020, aos 55 anos, no Hospital de Santa Maria (Lisboa), onde se encontrava internado com septicemia, uma doença que não estaria relacionada com a anterior Hepatite C.